# بخش براونز ولی، شهرستان بیگ استون، مینه سوتا
بخش براونز ولی (به انگلیسی: Browns Valley Township) یک منطقهٔ مسکونی در ایالات متحده آمریکا است که در شهرستان بیگ استون، مینه‌سوتا واقع شده‌است.
 بخش براونز ولی ۱۲۶٫۶ کیلومتر مربع مساحت و ۴۳۸ نفر جمعیت دارد و ۳۳۷ متر بالاتر از سطح دریا واقع شده‌است.